# Fundamental Films
Fundamental Films es una productora y distribuidora de cine china con sede en Shanghái y fundada en 2008. En septiembre de 2016 se anunció que la empresa había adquirido una participación del 27,9% en la empresa cinematográfica francesa EuropaCorp, convirtiéndose en el segundo mayor accionista de la empresa.

## Filmografía

### Películas de EuropaCorp
- The Transporter Refueled (2015)
- Nine Lives (2016)
- Valerian y la ciudad de los mil planetas (2017)